# あま市立甚目寺中学校
あま市立甚目寺中学校（あましりつじもくじちゅうがっこう）とは、愛知県あま市にある公立中学校。

## 概要
学区は旧甚目寺町の北部地区で、あま市立甚目寺小学校、あま市立甚目寺西小学校、あま市立甚目寺東小学校の卒業生が進学する。
略称は「甚中（じんちゅう）」。

## 生徒数
| 学年 | 男子 | 女子 | 合計 |
| ---- | ---- | ---- | ---- |
| 1年  | 116  | 102  | 218  |
| 2年  | 124  | 109  | 233  |
| 3年  | 115  | 112  | 227  |
| 合計 | 355  | 344  | 699  |

（2024年11月1日現在）

## 沿革

### 年表
- 1947年（昭和22年） - 「海部郡甚目寺町立甚目寺中学校」として開校[3]
- 1953年（昭和28年） - 特別教室竣工（和洋裁室・会議室・図書室）
- 1955年（昭和30年） - 特別教室竣工（理科室・図画室）
- 1962年（昭和37年） - プール竣工
- 1967年（昭和42年） - 体育館竣工
- 1972年（昭和47年） - 愛知県立五条高等学校第1回生の入学式・始業式が当校で行われる
- 1973年（昭和48年） - 校舎増築竣工
- 1978年（昭和53年） - 相撲場設置
- 1979年（昭和54年） - 武道場竣工
- 1980年（昭和55年） - クラブハウス・体育倉庫新設
- 1992年（平成4年） - コンピュータ室新設
- 2010年（平成22年） - 市町村合併に伴い「あま市立甚目寺中学校」に校名を変更

### 生徒数の変遷
『愛知県小中学校誌』（2018年）によると、生徒数の変遷は以下の通りである。
| 1947年（昭和22年） | 361人  |  |
| 1957年（昭和32年） | 598人  |  |
| 1967年（昭和42年） | 675人  |  |
| 1977年（昭和52年） | 1206人 |  |
| 1987年（昭和62年） | 909人  |  |
| 1997年（平成9年）  | 618人  |  |
| 2007年（平成19年） | 566人  |  |
| 2017年（平成29年） | 675人  |  |

## 学校行事
- 4月 - 始業式、入学式、新入生を迎える会、オリエンテーション合宿（1年）
- 5月 - 中間テスト、修学旅行（3年）
- 6月 - 期末テスト
- 7月 - 終業式
- 8月 - 夏期休業
- 9月 - 始業式、体育祭、文化祭
- 10月 - 中間テスト
- 11月 - 職場体験学習（2年）、福祉体験学習（1年）、期末テスト
- 12月 - 終業式
- 1月- 始業式、年末テスト（3年）
- 2月- 年末テスト（1・2年）、卒業テスト（3年）、3年生を送る会
- 3月- 卒業式、修了式

## 部活動

### 運動部
- 野球部
- サッカー部
- ソフトボール部
- バスケットボール部
- バレーボール部
- 卓球部
- ハンドボール部
- テニス部 - 男子は1980年と1990年に、女子は1989年に全国大会出場。
- 水泳部

### 文化部
- 吹奏楽部 - 1998年にマーチング部門全国大会出場。
- 園芸部
- 創作部
- 家庭科部

### 特設部
- 陸上部
- 相撲部 - 1980年と1993年に全国大会出場。
- 駅伝部

## 通学区域
- あま市立甚目寺小学校
- あま市立甚目寺西小学校
- あま市立甚目寺東小学校

※ 甚目寺小学校の一部区域の卒業生は、あま市立甚目寺南中学校に進学する。

## 周辺
- あま市役所甚目寺庁舎
- 愛知県道126号給父西枇杷島線
- 国道302号（名古屋環状2号線）
- 名古屋第二環状自動車道
- あま市民病院
- 甚目寺公民館
- 甚目寺総合体育館
- 甚目寺駅
- 甚目寺郵便局
- 愛知県立五条高等学校

## 交通アクセス
- 名鉄津島線 「甚目寺駅」から北西に約700m。